# Gmina Kjellerup
Gmina Kjellerup (duń. Kjellerup Kommune) – w latach 1970–2006 jedna z gmin w Danii w okręgu Vibirg Amt.
Siedzibą władz gminy była miejscowość Kjellerup.
Gmina Kjellerup została utworzona 1 kwietnia 1970 na mocy reformy podziału administracyjnego Danii. Po kolejnej reformie w 2007 r. weszła w skład nowej gminy Silkeborg.

## Dane liczbowe
- Liczba ludności: (♀ 7058 + ♂ 6895) = 13 953
  - wiek 0-6: 9,2%
  - wiek 7-16: 14,6%
  - wiek 17-66: 61,3%
  - wiek 67+: 14,9%
- zagęszczenie ludności: 54,7 osób/km²
- bezrobocie: 4,1% osób w wieku 17–66 lat
- cudzoziemcy z UE, Skandynawii i USA: 79 na 10 000 osób
- cudzoziemcy z krajów Trzeciego Świata: 165 na 10 000 osób
- liczba szkół podstawowych: 5 (liczba klas: 94)